# کوستژتسه
کوستژتسه (به لهستانی:  Kustrzyce) یک روستا در لهستان است که در گمینا سنجیوویتسه واقع شده‌است.
 کوستژتسه  ۲۵۰ نفر جمعیت دارد.